# تومي غور
تومي غور (بالإنجليزية: Tommy Gore)‏ (26 نوفمبر 1953 بليفربول في المملكة المتحدة - ) هو لاعب كرة قدم بريطاني في مركز الوسط. لعب مع بورت فايل ونادي بوري ونادي ترانمير روفرز لكرة القدم ونادي ليفربول وويغان أتلتيك ودالاس تورنايدو.